# Campeonato Mundial de Esgrima de 1934
O Campeonato Mundial de Esgrima de 1934 foi a 12ª edição do torneio organizado pela Federação Internacional de Esgrima (FIE) de forma não oficial. O evento foi realizado em Varsóvia, Polónia. 

## Resultados
Masculino
| Evento             | Ouro | Prata | Bronze |
| Espada individual  | Hungria · Pál Dunay                                                                                      | Suécia · Gustaf Dyrssen                                                                                              | Suécia · Hans Drakenberg                                                                                               |
| Espada por equipe  | França · Georges Buchard · Philippe Cattiau · Michel Godin · René Lemoine · Michel Pécheux · Jean Piot   | Itália Giancarlo Brusati Giancarlo Cornaggia-Medici Roberto Battaglia Saverio Ragno Giorgio Rastelli Franco Riccardi | Suécia · Hans Drakenberg · Gustaf Dyrssen · Carl Gripenstedt · Nils Hellsten · Sven Thofelt · Bertil Uggla             |
| Florete individual | Itália Giulio Gaudini                                                                                    | Itália Gustavo Marzi                                                                                                 | Itália Giorgio Bocchino                                                                                                |
| Florete por equipe | Itália Giorgio Bocchino Manlio Di Rosa Giulio Gaudini Gioacchino Guaragna Gustavo Marzi Giuliano Nostini | França · René Bougnol · André Gardère · Edward Gardère · Michel Godin · René Lemoine                                 | Alemanha · Erwin Casmir · Julius Eisenecker · August Heim · Stefan Rosenbauer                                          |
| Sabre individual   | Hungria · Endre Kabos                                                                                    | Itália Giulio Gaudini                                                                                                | Hungria · László Rajcsányi                                                                                             |
| Sabre por equipe   | Hungria · Jenő Erdélyi · Aladár Gerevich · György Piller · Endre Kabos · László Rajcsányi · Imre Rajczy  | Itália Giulio Gaudini Gustavo Marzi Aldo Montano Vincenzo Pinton Emilio Salafia Angelo Treves                        | Polónia · Władysław Dobrowolski · Leszek Lubicz-Nycz · Władysław Segda · Adam Papée · Marian Suski · Tadeusz Friedrich |

Feminino
| Evento             | Ouro                                                                                            | Prata                                                            | Bronze                                                                                       |
| Florete individual | Hungria Ilona Elek                                                                              | Hungria Margit Elek                                              | Alemanha Hedwig Haß                                                                          |
| Florete por equipe | Hungria · Erna Bogáti · Margit Dany · Ilona Elek · Margit Elek · Katalin Horváth · Ilona Vargha | Alemanha · Hedwig Haß · Henni Jüngst · Olga Oelkers · Leni Oslob | Alemanha · Mary Geddes · Heather Guinness · Gwendoline Neligan · Kathleen Stanbury-Statbourg |
| Florete por equipe | Hungria · Erna Bogáti · Margit Dany · Ilona Elek · Margit Elek · Katalin Horváth · Ilona Vargha | Alemanha · Hedwig Haß · Henni Jüngst · Olga Oelkers · Leni Oslob | Itália Ada Biagini Marisa Cerani Letizia Meneghelli Germana Schwaiger                        |

## Quadro de medalhas
País sede
| Ordem | País         | Medalha de ouro | Medalha de prata | Medalha de bronze |    |
| ----- | ------------ | --------------- | ---------------- | ----------------- | -- |
| 1     | Hungria      | 5               | 1                | 1                 | 7  |
| 2     | Itália       | 2               | 4                | 2                 | 8  |
| 3     | França       | 1               | 1                |                   | 2  |
| 4     | Alemanha     |                 | 1                | 2                 | 3  |
|       | Suécia       |                 | 1                | 2                 | 3  |
| 6     | Polónia      |                 |                  | 1                 | 1  |
|       | Grã-Bretanha |                 |                  | 1                 | 1  |
| TOTAL | TOTAL        | 8               | 8                | 9                 | 25 |